# ヘーゲートリア
ヘーゲートリア（古希: Ἡγητορία, Hēgētoria）は、ギリシア神話に登場するロドス島のニュムペーである。長音を省略してヘゲトリアとも表記される。太陽神ヘーリオスとポセイドーンの娘ロドスの7人の息子たち（ヘーリアデース）の1人で、ロドス島の王であるオキモスと結婚し、1女キューディッペーを生んだ。キューディッペーは後にオキモスの兄弟ケルカポスの妻となった。